# Centre du phoque de Hvammstangi
 (juillet 2023).
Si vous disposez d'ouvrages ou d'articles de référence ou si vous connaissez des sites web de qualité traitant du thème abordé ici, merci de compléter l'article en donnant les références utiles à sa vérifiabilité et en les liant à la section « Notes et références ».
Le Centre islandais du phoque (anglais : The Icelandic Seal Center) est un musée, un centre d'informations et un centre de recherche situé à Hvammstangi, le long du Miðfjörður (en) dans le nord-ouest de l'Islande.

## Historique et objectifs
Officiellement créé en 2005 par les habitants locaux, le centre a pour objectif de renforcer le tourisme lié à la nature à Húnaþing vestra. Au travers de divers projets de recherches, l'éducation et la diffusion au sujet des phoques d'Islande, le centre contribue au renforcement de l'observation responsable et durable des pinnipèdes de la région.
Le centre islandais du phoque est une coopérative abritant un certain nombre d'intervenants internes et externes à la région de Húnaþing vestra, des particuliers, des institutions et des entreprises de l'industrie du tourisme et n'est pas géré à des fins lucratives.
Le centre a officiellement ouvert ses portes le 26 juin 2006 par une exposition éducative dans l'ancien bâtiment de vente au détail. Près de trois cents invités étaient présents lors de l'ouverture dont Sturla Böðvarsson (en), la ministre des Transports de l'époque, qui a officiellement inauguré le centre. Lors de sa première année d'ouverture, le centre a compté environ 2 500 visiteurs.
En 2012, le musée a déménagé dans l'ancien sous-sol d'un bâtiment situé près du port selon la conception de Steinþór Sigurðsson. Les bureaux des différents départements de recherche et du directeur se trouvent désormais au 2e étage.

## Description

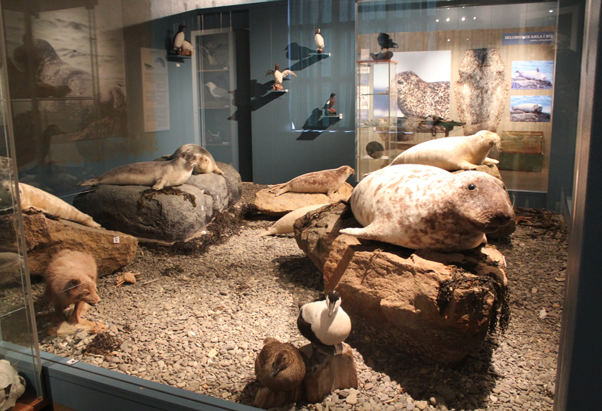
Au centre du phoque.

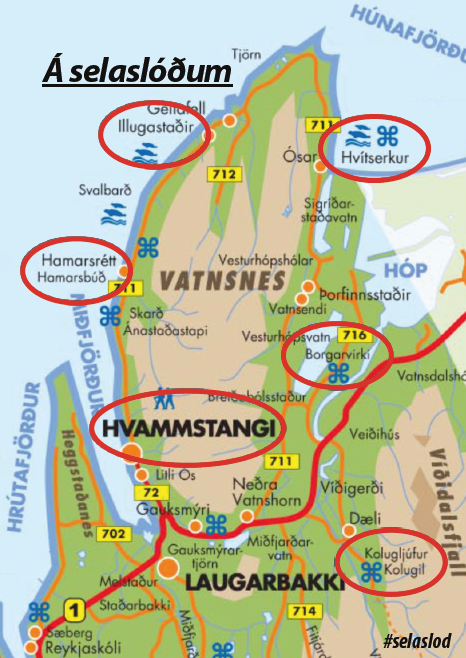
Le sentier des phoques.

Le musée, adressé au grand public et aux touristes de la région, aborde la biologie et le comportement des phoques en Islande. Le centre de recherche compte quant à lui trois départements travaillant en collaboration avec l'institut islandais de recherche marine, le département du tourisme de l'université d'Hólar et le centre de la nature du nord-ouest. Il mène la recherche et l'éducation sur les phoques ainsi que le tourisme lié à la nature d'Húnaþing vesta.
Chaque année, des recherches sur les phoques sont menées à Heggstaðanes, Vatnsnes et ailleurs en Islande en étroite collaboration avec les habitants et les propriétaires fonciers. Au cours des dernières années, les employés et étudiants du centre islandais du phoque, en collaboration avec l'institut de recherche marine et l'université d'Hólar, ont rassemblé d'importantes informations biologiques et comportementales concernant les phoques eux-mêmes ainsi que sur l'impact du tourisme sur ces-derniers.
La plus grande réussite du centre est sans aucun doute l'application de l'interdiction de la chasse aux phoques et l'inscription des organisations islandaises de phoques sur la liste noire internationale. 
Au sein de musée prend place une exposition éducative et informatives sur les phoques et leur mode de vie en Islande. Les installations de recherche mises en place en collaboration avec l'institut islandais de recherche marine peuvent être admirées directement depuis l'intérieur du musée. On peut également y trouver une boutique de souvenirs ainsi qu'un centre d'information pour la région d'Húnaþing vestra.
Au printemps 2021, le centre du phoque a conçu un nouvel itinéraire touristique Le sentier des phoques couvrant 111 km du nord-ouest de l'Islande. À Selastóð, se trouve une route circulaire allant de Hvammstangi via Vatnsnes, jusqu'à Kolugljúfur à Víðidalur et retour à Hvammstangi. Les attractions touristiques sont Hvammstangi, Hamarsrétt, Illugastaðir, Hvítserkur, Borgarvirki et Kolugljúfur.